# Euthyone purpurea
Euthyone purpurea är en fjärilsart som beskrevs av Jones 1914. Euthyone purpurea ingår i släktet Euthyone och familjen björnspinnare. Inga underarter finns listade i Catalogue of Life.